# ABU TV Song Festival 2015
L'ABU TV Song Festival 2015 è stata la quarta edizione dell'ABU TV Song Festival. La manifestazione si è svolta ad Istanbul, all'Istanbul Congress Center, il 28 ottobre 2015. Si è svolto insieme alla 52ª assemblea generale dell'Asia-Pacific Broadcasting Union (ABU) che si svolse nella stessa data.

## Posizione
Istanbul fu scelta per ospitare l'evento (la città aveva già ospitato l'Eurovision Song Contest 2004). La sede dell'evento fu l'Istanbul Congress Center. L'emittente che ha trasmesso l'evento  è stata Turkish Radio and Television Corporation (TRT).

## Format
Lo scopo della manifestazione è promuovere la musica pop dei vari paesi con cantanti di spicco provenienti dai vari paesi partecipanti, in un contesto non-competitivo. il Format assomiglia all'Eurovision Song Contest, senza però la votazione.

## Partecipanti
I partecipanti sono stati 12: Australia, Brunei, Cina e Thailandia si sono ritirati. Afghanistan e Malaysia sono ritornati a partecipare mentre Kazakistan e India hanno debuttato.
| N° | Stato                   | Artista                         | Canzone                    | Lingua                     |
| -- | ----------------------- | ------------------------------- | -------------------------- | -------------------------- |
| 1  | Afghanistan             | Mozhdah                         | Ghoroore Tu, Shikaste Ma   | persiano                   |
| 2  | Maldive                 | Mariyam Unoosha                 | The Maldives Song          | inglese, lingua maldiviana |
| 3  | Kazakistan              | Dimaş Qūdaibergen               | Daididau                   | kazako                     |
| 4  | Macao                   | Ma Man Lei, Kyla (馬曼莉)       | Beiduibei (背對背)         | cantonese                  |
| 5  | India                   | Sanjeevani Bhelande             | Radiant Ruby               | inglese, hindi             |
| 6  | Vietnam                 | Dinh Manh Ninh                  | In the music tonight       | inglese, vietnamita        |
| 7  | Giappone                | Scandal                         | Sisters                    | giapponese, inglese        |
| 8  | Indonesia               | Zahra Damariva                  | Tak Kembali                | indonesiano                |
| 9  | Hong Kong               | Vivian Koo, Tracy Gu Wei (谷微) | Accept The Part (安守本份) | cantonese                  |
| 10 | Corea del sud           | CNBLUE                          | Cinderella                 | coreano, inglese           |
| 11 | Malaysia                | Ernie Zakri                     | Dialah di Hati             | malese                     |
| 12 | Turchia (organizzatore) | Murat Dalkiliç                  | Katilimiz Olursun          | turco                      |

## Trasmissione dell'evento
A tutti i paesi partecipanti è stato chiesto di trasmetter l'evento con il commento nella propria lingua nativa. Ogni stato ha trasmesso con la propria rete televisiva
- Afghanistan - Ariana Television Network (ATN)
- Corea del sud - Korean Broadcasting System (KBS)
- Giappone - NHK
- Hong Kong - TVB
- India - Doordarshan (DD)
- Indonesia - TVRI

- Kazakistan - Qazaqstan Radio and Television Corporation (KRTC)
- Macao - Teledifusão de Macau (TDM)
- Malaysia - Radio Televisyen Malaysia (RTM)
- Maldive - Television Maldives (TVM)
- Turchia - Türkiye Radyo ve Televizyon Kurumu (TRT)
- Vietnam - Vietnam Television (VT)

## Stati non partecipanti
- Australia: il 3 giugno Special Broadcasting Service (SBS) ha confermato che l'Australia non avrebbe preso parte all'edizione 2015[7].
- Brunei: il 25 giugno Radio Television Brunei (RTB) ha confermato che il Brunei non avrebbe preso parte all'edizione 2015[8].
- Iran: dopo un'iniziale conferma, lo stato non ha preso parte all'edizione 2015[9]
- Nuova Zelanda:  il 11 giugno Television New Zealand (TVNZ) ha confermato che il Paese non avrebbe debuttato all'edizione 2015.[10]
- Russia: il 30 luglio AIST TV ha confermato che il Paese non avrebbe debuttato all'edizione 2015.[11]
- Thailandia: dopo un'iniziale conferma[9] e la scelta della canzone "Jeep Aow Si Kha"(จีบเอาสิคะ) di Lamyong Nonghinhow, si ritira dalla manifestazione[12]
- Tunisia: Dopo un'iniziale intenzione a debuttare alla manifestazione, lo stato non è presente nella lista dei partecipanti,[9] lo stato riuscirà a debuttare nell'edizione 2016